# Шепелёво (Московская область)
Шепелёво — деревня в Сергиево-Посадском районе Московской области России, входит в состав сельского поселения Селковское. В официальных документах в связи с сокращением употребления "ё" часто встречается написание "Шепелево".

## Население
| 1835 | 1850 | 1857 | 1859 | 1886 | 1895 | 1905 | 1926 |
| ---- | ---- | ---- | ---- | ---- | ---- | ---- | ---- |
| 302  | ↗315 | ↗376 | ↘364 | ↘349 | ↗465 | ↘360 | ↗380 |
| 2002 | 2006 | 2010 |      |      |      |      |      |
| ↘7   | ↗8   | →8   |      |      |      |      |      |

## География
Деревня Шепелёво расположена на севере Московской области, в северной части Сергиево-Посадского района, примерно в 98 км к северу от Московской кольцевой автодороги и 48 км к северу от станции Сергиев Посад Ярославского направления Московской железной дороги, в междуречье Сулати и впадающей в неё Ильменки.
В 5,5 км к западу от деревни проходит автодорога Р104, в 30 км юго-восточнее — Ярославское шоссе М8, в 37 км юго-западнее — Московское большое кольцо А108. Ближайшие населённые пункты — деревни Снятинка, Строилово и Юрцово.

## История
В патриарших окладных книгах 1628 года сохранились сведения о церкви святого пророка Ильи в селе Шепелёво. В 1775 году вместо старой обветшалой церкви была построена новая, а в 1842 году на её месте — каменный храм с колокольней. Шепелёвский приход состоял из села Шепелёво, деревень Снятинка и Строилово, в которых по клировым ведомостям числилось 302 души мужского пола и 351 женского. С 1876 года в Шепелёве работала земская народная школа, в 1893 году в ней было 48 учащихся.
Не позже середины XX века Ильинская церковь была разрушена, в память о ней в 2004 году построена небольшая деревянная часовня простой архитектуры и приписана к церкви в селе Заболотье.
В «Списке населённых мест» 1862 года Шепелёво — владельческое село 2-го стана Переяславского уезда Владимирской губернии по правую сторону Углицкого просёлочного тракта, от границы Александровского уезда к Калязинскому, в 47 верстах от уездного города и 31 версте от становой квартиры, при пруде, с 54 дворами, православной церковью и 364 жителями (181 мужчина, 183 женщины).
По данным на 1895 год — село Федорцевской волости Переяславского уезда с 465 жителями (222 мужчины, 243 женщины). Основным промыслом населения являлось хлебопашество, 79 человек уезжали в качестве шорников, красильщиков и фабричных рабочих на отхожий промысел в Москву и Московскую губернию.
По материалам Всесоюзной переписи населения 1926 года — центр Шепелёвского сельсовета Федорцевской волости Сергиевского уезда Московской губернии в 21 км от Угличско-Сергиевского шоссе и 60 км от станции Сергиево Северной железной дороги; проживало 380 человек (166 мужчин, 214 женщин), насчитывалось 93 хозяйства (91 крестьянское).
С 1929 года — населённый пункт Московской области в составе:
- Шепелёвского сельсовета Константиновского района (1929—1939)[17],
- Веригинского сельсовета Константиновского района (1939—1957)[18],
- Веригинского сельсовета Загорского района (1957—1963, 1965—1991)[19][20][21],
- Веригинского сельсовета Мытищинского укрупнённого сельского района (1963—1965)[21][22],
- Веригинского сельсовета Сергиево-Посадского района (1991—1994)[22],
- Веригинского сельского округа Сергиево-Посадского района (1994—2006)[23],
- сельского поселения Селковское Сергиево-Посадского района (2006 — н. в.)[24][25].